# 34
 Тази статия е за 34-тата година от новата ера.  За числото 34 вижте 34 (число).  За други значения вижте 34 (пояснение).
34 (тридесет и четвърта) година е обикновена година, започваща в петък по юлианския календар.

## Събития

### В Римската империя
- Двадесет и първа година от принципата на Тиберий Юлий Цезар Август (14 – 37 г.).
- Павел Фабий Персик и Луций Вителий са консули.
- Квинт Марций Барей Соран и Тит Рустий Нумий Гал са суфектконсули.

### В Юдея
- След смъртта на тетрарха Ирод Филип неговите земи, които са разположени на изток от река Йoрдан са присъединени към Юдея.[1]

### В Армения
- Умира Арташес III, който е клиентски цар на Рим. Скоро след това партският цар Артабан II слага на арменския престол своя син Аршак и заплашва с война римляните.[2]

## Родени
- 4 декември – Авъл Персий Флак, римски сатирик († 62)
- Мариамна – дъщеря на Ирод Агрипа I († 65)

## Починали
- Арташес III – арменски цар
- Ирод Филип – син на Ирод Велики и тетрарх на Итурея, Батанея, Трахонитида и Ауран
- Луций Антоний – римски политик, внук на Марк Антоний (роден 20 г. пр.н.е.)
- Мамерк Емилий Скавър – римски политик
- Свети Стефан – първият християнски мъченик